# Beverly Grant
 (novembre 2018).
Si vous disposez d'ouvrages ou d'articles de référence ou si vous connaissez des sites web de qualité traitant du thème abordé ici, merci de compléter l'article en donnant les références utiles à sa vérifiabilité et en les liant à la section « Notes et références ».
Beverly Grant (née le 25 septembre 1970) est une athlète jamaïcaine spécialiste du 100 mètres, du 200 mètres ; elle pratiqua aussi le 400 mètres lors de relais. Elle gagne ses seules médailles mondiales dans des relais et ses deux médailles continentales lors de 100 mètres.

## Carrière

### Palmarès
| Date | Compétition                                      | Lieu       | Résultat | Épreuve               | Performance   |
| ---- | ------------------------------------------------ | ---------- | -------- | --------------------- | ------------- |
| 1993 | Championnats du monde en salle                   | Toronto    | 1re      | Relais 4 × 400 mètres | 3 min 32 s 32 |
| 1997 | Championnats d'Amérique centrale et des Caraïbes | San Juan   | 2e       | 100 mètres            | 11 s 31       |
| 1997 | Championnats du monde                            | Athènes    | 2e       | Relais 4 × 100 mètres | 42 s 10       |
| 1999 | Championnats du monde en salle                   | Maebashi   | 5e       | Relais 4 × 400 mètres | 3 min 30 s 16 |
| 1999 | Championnats d'Amérique centrale et des Caraïbes | Bridgetown | 3e       | 100 mètres            | 11 s 52       |
| 1999 | Championnats du monde                            | Séville    | 5e       | Relais 4 × 400 mètres | 3 min 24 s 83 |

### Records
| Épreuve    | Performance | Lieu      | Date            |
| ---------- | ----------- | --------- | --------------- |
| 100 mètres | 11 s 25     | Stuttgart | 19 juillet 1998 |
| 200 mètres | 23 s 19     | Kingston  | 19 juin 1999    |